# Bündnisse der eidgenössischen Orte
Diese Liste zeigt die wichtigsten Bündnisse der eidgenössischen Orte mit fremden Mächten, welche in Mittelalter/Frühneuzeit, also vor der Gründung des schweizerischen Bundesstaates 1848, abgeschlossen wurden. Die daran jeweils beteiligten Orte (resp. Stände/Kantone) waren unterschiedlich zusammengesetzt, je nach Anzahl der vollberechtigten Orte und je nach spezifischer Interessenlage des jeweiligen Einzelortes. Auch zugewandte Orte waren gelegentlich daran beteiligt.

## Bündnisse mit Frankreich
- 1452 – Bündnis mit Karl VII.
- 1463 – Bündnis mit Ludwig XI.
- 1470 – Bündnis mit Ludwig XI.
- 1474 – Bündnis mit Ludwig XI.
- 1484 – Bündnis mit Karl VIII.
- 1495 – Bündnis mit Karl VIII.
- 1499 – Bündnis mit Ludwig XII.
- 1521 – Bündnis mit Franz I.
- 1549 – Bündnis mit Heinrich II.
- 1564 – Bündnis mit Karl IX.
- 1653–1655 – Bündnis mit Ludwig XIV.
- 1663 – Bündnis mit Ludwig XIV.
- 1777 – Bündnis mit Ludwig XVI.

## Bündnisse mit Österreich
- 1375 – Bund Zürich und Bern mit Herzog Leopold III. gegen die Gugler
- 1442 – Bund Zürich mit König Friedrich III. (1450 aufgelöst)
- 1477/78 – Erbeinigung der 8 Orte und Solothurn mit Erzherzog Sigmund
- 1487 – Bund einzelner Orte mit König Maximilian I.
- 1500 – Bund einzelner Orte mit König Maximilian I.
- 1511 – Erbeinigung von 12 Orten und 3 Zugewandte Orte mit Maximilian I.
  - 1543 – bestätigt durch Karl V.
  - 1544 – bestätigt durch Ferdinand I.
  - 1557 – bestätigt durch Philipp II.
- 1518 – Erbeinigung des Bischofs von Chur und den drei Bünden mit Maximilian I.
  - 1622 – erneuert
  - 1629 – erneuert
  - 1642 – erneuert

## Verträge mit Mailand
Diese Verträge wurden mit den im Laufe der Jahrhunderte wechselnden Machtinhabern in Mailand abgeschlossen.
- 1467
- 1483
- 1496
- 1503
- 1512
- 1533
- 1552
- 1587
- 1634
- 1705
- 1763

## Bündnisse mit Päpsten
- 1479 – Bündnis mit Sixtus IV.
- 1485/86 – Bündnis mit Innozenz VIII.
- 1510 – Bündnis mit Julius II.
- 1514 – Bündnis mit Leo X.
- 1565 – Bündnis der 5 Orte mit Pius IV. (konfessionell)